# Secret of the Silver Blades
Secret of the Silver Blades est un jeu vidéo de rôle développé et publié par Strategic Simulations, Inc. en 1990. Comme ses prédécesseurs, Pool of Radiance et Curse of the Azure Bonds, il utilise le moteur de jeu Gold Box et est basé sur le jeu de rôle médiéval-fantastique Donjons et Dragons publié par TSR. Le jeu prend place dans l'univers fantastique des Royaumes oubliés, l'action débutant dans la cité de Verdigris puis se déroulant principalement dans les montagnes de l’Épine dorsale du monde.

## Trame

### Univers
Secret of the Silver Blades prend place dans les Royaumes oubliés, un décor de campagne médiéval-fantastique du jeu de rôle Donjons et Dragons. L’action du jeu se déroule principalement dans les montagnes de l’Épine dorsale du monde, au nord du continent de Féérune. Le joueur débute l’aventure dans un village de mineur appelé New Verdigris et peut ensuite explorer d’autres lieux, comme les ruines de l’ancienne cité de Verdigris ou le Puits du Savoir, en progressant dans l’aventure.

### Contexte
Lors de l'ouverture d'un nouveau puits de mine, des mineurs du village de Verdigris réveillent une ancienne puissance démoniaque. La région devient alors infestée de créatures maléfiques, forçant ses habitants utiliser le Puits du Savoir pour invoquer des héros capables de leur venir en aide.
Le jeu commence alors que les personnages contrôlés par le joueur viennent d’être invoqué dans le village de Verdigris.

## Système de jeu
Comme celui de Pool of Radiance et de Curse of the Azure Bonds, le système de jeu de Secret of the Silver Blades est basé sur les règles du jeu de rôle Donjons et Dragons. Le joueur contrôle un groupe pouvant compter jusqu’à six personnages et doit explorer le monde du jeu, combattre des monstres et accomplir des quêtes pour progresser dans le jeu. Il se distingue de ses prédécesseurs en se focalisant plus que ces derniers sur les combats, le joueur n’ayant plus accès à la carte du monde permettant de se déplacer d’une zone à l’autre. Il introduit également un certain nombre de nouveautés et d’améliorations comme l’ajout de nouveaux sorts plus puissant et de nouvelles créatures comme des géants, des gorgones ou des dragons.

## Accueil
| Secret of the Silver Blades |    |      |
| Sur PC (1990)               |    |      |
| ACE                         | GB | 65 % |
| Dragon Magazine             | US | 4/5  |
| Gen4                        | FR | 78 % |
| Zzap!64                     | GB | 48 % |
| Sur Amiga (1991)            |    |      |
| Amiga Action                | GB | 87 % |
| Amiga Power                 | GB | 72 % |

Au total, 167 214 copies du jeu sont vendues par Strategic Simulations, dont 40 425 copies sur Commodore 64.
Rétrospectivement, la journaliste Scorpia du magazine Computer Gaming World considère que de tous les jeux Gold Box, Secret of the Silver Blades est celui qui met le plus l’accent sur les combats. Elle estime donc qu’il est également « le plus ennuyeux », en expliquant qu’il ne propose rien à part massacrer des monstres, et qu’il est donc uniquement destiné aux inconditionnels du hack 'n' slash.